# 北韓探祕之旅
《北韓探祕之旅》（英語：Michael Palin in North Korea）是一部由英國演員邁克爾·佩林呈現，以北韓為主題的旅行紀錄片，於2018年9 月20日至27日在英國第五台首播。2018年9月30日在北美地區由國家地理頻道播出 。其後佩林寫了一本相關著作"North Korea Journal"。

## 外部連結
- 互联网电影数据库（IMDb）上《Michael Palin in North Korea》的资料（英文）
- Palin's Travels – the official website （页面存档备份，存于）